# 北陸労働金庫
北陸労働金庫（ほくりくろうどうきんこ、略称：北陸労金（ほくりくろうきん）、英語：Hokuriku Labour Bank）は、石川県金沢市に本店を置く労働金庫である。北陸3県（石川県・富山県・福井県）を営業区域としている。

## 概要
2001年10月1日に、石川県労働金庫・富山県労働金庫・福井県労働金庫を統合して発足した労働金庫である。各県の旧労働金庫は下部組織として各県の本部が設けられている。

## 沿革
- 1953年（昭和28年）6月 - 富山県勤労者信用組合発足（翌年3月に富山県労働金庫に改組）。
- 1954年（昭和29年）
  - 4月 - 石川県労働金庫発足。
  - 11月 - 福井県労働金庫発足。
- 1975年（昭和50年）11月 - 労働金庫北陸事務センター設立（翌年3月から事務を開始）。
- 1999年（平成11年）8月 - 労働金庫統合準備委員会設立。
- 2001年（平成13年）
  - 2月 - 3金庫統合を決定。
  - 10月1日 - 富山県・石川県・福井県の各労働金庫が合併し北陸労働金庫発足。
- 2008年 - 3月 インターネット北陸支店の営業開始。

## ATMの提携
カード利用において手数料無料の金融機関
- 全国の労働金庫：平日8時 - 21時、土休日9時 - 19時の入出金
- セブン銀行：平日・土休日7時 - 19時の出金、平日・土休日7時 - 23時の入金
- イオン銀行：平日8時 - 23時、土休日8時 - 21時の出金
- ゆうちょ銀行：平日7時 - 21時、土休日9時 - 17時の入金
- 東京スター銀行：平日8時45分 - 18時、土曜9時 - 14時の出金
- ゼロバンク：平日8時45分 - 18時、土曜9時 - 14時の出金
- 入金ネット：取り扱い可能時間の入金

手数料が一旦引き落とされてもキャッシュバックされることがある。
当金庫のATMで手数料無料の金融機関
- 全国の労働金庫：平日8時 - 21時、土休日9時 - 19時の入出金
- イオン銀行：平日8時 - 21時、土休日9時 - 19時の出金